# Virgin Records
Virgin Records – brytyjska wytwórnia płytowa założona przez Richarda Bransona, Simona Drapera i Nika Powella w 1972 roku. Przedsiębiorstwo odniosło światowy sukces, podpisując kontrakty z takimi wykonawcami jak: Mike Oldfield, Roy Orbison, Devo, Genesis, Keith Richards, Janet Jackson, George Michael, Culture Club, Simple Minds, Lenny Kravitz, The Smashing Pumpkins.

## Historia
Branson i Powell początkowo prowadzili sklep z płytami nazwany Virgin Records and Tapes przy Notting Hill Gate w Londynie. Sklep specjalizował się głównie w imporcie płyt kraut-rockowych, a swoim klientom udostępniał pufy i darmowe specjały wegetariańskie do zjedzenia podczas słuchania oferowanych nagrań. Po tym jak sklep odniósł sukces, przekształcili swój biznes w pełnoprawną wytwórnię płytową. Nazwa „Virgin”, zgodnie z tym, co Branson napisał w swojej autobiografii, została wymyślona przez Tesse Watts i odnosiła się do ich braku doświadczenia, byli jak „dziewice w biznesie”. Pierwszym wydawnictwem w katalogu Virgin był wydany w 1973 roku post-rockowy album Tubular Bells multiinstrumentalisty Mike’a Oldfielda. Dzięki niemu nikomu do tej pory nieznana wytwórnia zyskała spore uznanie w branży fonograficznej. Wkrótce po tym sukcesie ukazały się kolejne wydawnictwa, głównie związane z nurtem kraut-rockowym: elektroniczny album Phaedra Tangerine Dream (który doszedł do pierwszej 10 list przebojów) i The Faust Tapes oraz Faust IV grupy Faust.
Pomimo tego, że Virgin było jednym z najbardziej znanych wydawnictw promujących angielski i europejski rock progresywny, podpisało w 1977 roku kontrakt z grupą Sex Pistols (która podpisała wcześniej, zerwane przez wytwórnie, kontrakty z EMI i A&M). Tym samym wytwórnia stała się bastionem nowej fali, ruchu, który wciągnął Virgin w główny nurt ery punk rocka. Pod opieką Tessy Watts, Sex Pistols przyczynili się do ogromnego sukcesu wytwórni. Niedługo później przedsiębiorstwo podpisało kontrakty z wieloma nowofalowymi artystami, między innymi: Boxer, Culture Club, Fingerprintz, Gillan, Holly and the Italians, Human League, Magazine, The Motors, Penetration, The Ruts, Shooting Star, Simple Minds, i XTC.
Po kilku eksperymentach z logo firmy w latach 1975–1976, w 1978 roku powstało obecne logo Virgin (nieformalnie nazywane „bazgrołem”). Pierwszy raz nowe logo pojawiło się na albumie Mike’a Oldfielda Incantations z 1978 roku. Od tej pory stopniowo również inne przedsiębiorstwa działające pod marką Virgin zaczęły przyjmować podobne wzory.
Virgin Records zostało sprzedane przez Bransona Thorn EMI w czerwcu 1992 roku za sumę 1 miliarda dolarów. Sprzedaż związana była z problemami finansowymi linii lotniczych, również należących do Bransona. Umowa zawierała specjalny zapis o zakazie konkurencji, które zabraniał Bransonowi założenia innej firmy fonograficznej przez okres 5 lat od czasu podpisania porozumienia. Niemal natychmiast po zakończeniu tego okresu Branson założył nową wytwórnię: V2 Records.

## Wytwórnie podległe
- Caroline Records – wytwórnia działająca w latach 1973–1977. Nazwa i logo zostały później wykorzystane w niektórych amerykańskich wydaniach albumów Virgin w latach 80. i 90. XX wieku
- Front Line Records (lub Virgin’s Front Line) – wytwórnia płytowa  zorientowana na wydawanie jamajskiej i brytyjskiej muzyki reggae, która działała w latach 1978–1987. Front Line Records odziedziczyło po Virgin kategorię wydawnictw określaną jako „The Front Line Series”, która swoją nazwę wzięła od wydanej w 1976 roku kompilacji o tytule „The Front Line”. Katalog wytwórni obejmował takich wykonawców jak: U-Roy, U Brown, The Mighty Diamonds, Keith Hudson, Althea and Donna, Jah Lloyd, Johnny Clarke, The Gladiators, Peter Tosh, I Roy, Tappa Zukie, Sly Dunbar, The Twinkle Brothers, Prince Far I, Big Youth, The Abyssinians, Culture, Gregory Isaacs i Linton Kwesi Johnson.
- Dindisc Records to działająca krótko wytwórnia, która wydawała Orchestral Manoeuvres in the Dark i The Monochrome Set w latach 1980–1981. Później nagrania te przeszły do katalogu Virgin.
- W 1983 roku Virgin zakupiło Charisma Records, zmieniając nazwę na Charisma/Virgin, a później Virgin/Charisma. W 1986 wytwórnia została zamknięta, a pozostający w niej artyści zostali przeniesieni do Virgin (w tym Genesis i grupa Monty Python). Wytwórnia Charisma została reaktywowana w USA w roku 1990 i odnosiła sukcesy podpisując kontrakty z takimi artystami jak Maxi Priest, Right Said Fred, 38 Special i Enigma. Gdy w 1992 roku firma znowu została zamknięta, podobnie jak wcześniej, artyści zostali przeniesieni do Virgin.
- W 1987 roku na potrzeby artystów new age i współczesnej muzyki poważnej powstało Venture Records. Wytwórnia podpisała kontrakt między innymi z Klausem Schulzem, który związany był z Virgin już od początku lat 70.